# Шинник-Бобруйськ
Хокейний клуб «Шинник-Бобруйськ» — хокейний клуб з м. Бобруйська, Білорусь. Заснований 10 липня 2008 року. Виступає в Білоруській Екстралізі.

## Історія

### 1976—1991
Історія бобруйського хокею почалась з команди «Будівельник» — срібного призера чемпіонату БРСР 1976 року — на базі якої в тому ж році була створена команда «Шинник». Протягом багатьох років колектив демонстрував стабільно високі результати, став дев'ятиразовим чемпіоном БРСР: в сезонах 1975—76, 1976—77, 1977—78, 1980—81, 1981—82, 1982—83, 1983—84, 1984—85, 1985—86, 1988—89, а також бронзовим призером в 1979 році.
Тренером цієї команди протягом усієї її історії був старший тренер Могильовской області Геннадій Штейнбук. Тренування і домашні ігри клуба проходили на відкритому льодовому майданчику, розташованому на стадіоні «Спартак». Втім, передсезону підготовку хокеїсти нерідко проводили і на критих ковзанках у Мінську і Прибалтиці.
Чемпіонат БРСР з хокею проходив у двох групах: першій (сильнішій), і другій (слабшій). Проводився чемпіонат в чотире кола (два матчі на своєму льоду, два — у гостях). Чемпіону БРСР, яким визнавалась команда, яка перемогла у першій групі, згідно з Положенням про чемпіонат вручався перехідний приз Спорткомітету БРСР і диплом, гравцям команди — золоті медалі, дипломи і цінні подарунки. Рівень першості БРСР був невисоким через відсутність майданчиків із штучним льодом в провінції. По-перше, через це деякі чемпіонати не були дограні (закінчення першості визначалось не календарем, а часом приходу весни і таненням льоду). По-друге, в республіці лише дві спортивні школи готували хокеїстів — мінські СДЮШОР № 12 і СДЮШОР «Юність», тому багато команд комплектувались в основному хокеїстами-любителями.
В різні роки капітанами команди були Володимир Пигулевський, Віктор Сасєв, Володимир Мандрик, Олександр Мшенський.
В 1991 році клуб «Шинник» припинив своє існування через фінансові труднощі. Суттєву роль зіграла в цьому і смерть головного тренера Геннадія Штейнбука. В тому ж році після розпаду СРСР Білорусь стала суверенною державою. Відродження клуба стало можливим завдяки відкриттю у 2008 році одного з найбільшого в країні льодового палацу — «Бобруйськ-Арени».

### З 2008
Рішення про створення хокейного клуба у Бобруйську було прийнято у зв'язку з відкриттям 31 травня 2008 року одного з найбільших в Республіці Білорусь льодового палацу — «Спорткомплекс «Бобруйськ-Арена».
Державне підприємство «Хокейний клуб «Шинник-Бобруйськ», власником якого став Бобруйський міськвиконком, було зареєстровано рішенням Могильовського облвиконкому 10 липня 2008 року. Керівництвом міста спільно з Федерацією хокею Республіки Білорусь було прийнято рішення в сезоні 2008—09 створити клуб із залученням до його складу членів молодіжної збірної Білорусі на умовах оренди з тим, щоб вони набирались досвіду у національному чемпіонаті і гідно виступили на майбутньому чемпіонаті світу 2008.
У своєму першому сезоні «Шинник-Бобруйськ» став базовим клубом для молодіжної збірної Білорусі. Головним тренером нової команди став Василь Спиридонов, однак після переходу в хокейний клуб «Динамо» місце зайняв його асистент Василь Панков. Перша гра відбулась 5 серпня 2008 року: «Шинник» вдало дебютував, обігравши у першому матчі Кубка Білорусі жлобинський «Металург» з рахунком 2:4 на майданчику суперника.
13 жовтня 2008 року відповідним Указом Президента Республіки Білорусь ХК «Шинник-Бобруйськ» був включений до списку клубів, яким надається державна підтримка. До числа підприємств, що надають «Шиннику» матеріальну допомогу, включені ВАТ «Белшина», ВАТ «Бобруйськагромаш», РУП «Бобруйський завод тракторних деталей і агрегатів», СЗАТ «Пивоварна компанія «Сябар».
У своєму дебютному сезоні «Шинник» посів 10-е місце і 14-ти команд. Другий сезон виявився для клуба менш вдалим. Однією з головних причин цього стала кадрова революція, яка стартувала у січні 2009 року і завершилась у міжсезонні. Команду залишили усі гравці, які перебували у статусі орендованих. Початок сезону був вдалий: команда здобула декілька перемог і тимчасово закріпилась у шістці лідерів, але потім стала даватися взнаки обмеженість кадрового ресурсу, і «Шинник» став поступово опускатися вниз турнірною таблицею. У першому колі клуб залишив тренер Василь Панков, і тренерське місце посів його асистент Юрій Файков. В результаті за підсумками регулярного чемпіонату 2009—10 «Шинник» посів 13-е, передостаннє місце в турнірній таблиці.

## Тренери
- Василь Спиридонов — 2008
- Василь Панков (2008—2009)
- Юрій Файков (з 2009)